# Brymbo
Brymbo è un centro abitato del Galles, situato nel distretto di contea di Wrexham.